# 枝元萌
枝元 萌（えだもと もえ、1976年6月15日 - ）は、日本の女優。滋賀県甲賀市出身。マネージメントは地球儀所属。以前はスターダス・21に所属していた。独特なキャラで舞台のみならず、テレビや映画にも多数出演している。

## 略歴
加藤健一事務所俳優教室終了後、ユニット「ハイリンド」を結成。
数多くの舞台、ドラマに出演。また、アニメや外国映画・ドラマの吹き替えなど声優仕事も多い。
趣味は漫画書き。特技はジャグリング、ちょっとしたパントマイム、ものまね。

## 出演

### テレビドラマ
- 連続テレビ小説（NHK）
  - 梅ちゃん先生（2012年）第62・80話 - 看護婦長役
  - まれ（2015年）第127回・第140回
  - わろてんか（2017年 - 2018年）- 万丈目歌子 役[4]
    - わろてんか スピンオフ「ラブ＆マンザイ」（2018年4月21日、BSプレミアム）[5]
- 天才てれびくんMAX～ランプのオバちゃん～（2006年7月3日-5日、NHK Eテレ）- ランプのおばちゃん 役
- Cafe吉祥寺で 第56話（2009年、テレビ東京）
- 東京少女 ユ・ソルア篇 第3話「リアルワールド」（2009年、BS-TBS）
- サヨナラの恋（2010年10月1日 - 、Bee TV）-  ホステス 役
- マルモのおきて 第7話（2011年6月5日、フジテレビ）- 主婦 役
- 全開ガール 第3話（2011年7月25日、フジテレビ）- 三つ葉の森保育園保護者会役員 役
- 開局記念ドラマ Oh!デビー（2011年10月1日 - 22日、BSスカパー!）- 劇団員ダナ 役
- 早海さんと呼ばれる日 第3話（2012年1月29日、フジテレビ）- 主婦 役
- Friend-Ship Project〜タクのタクシー〜（2012年3月31日、テレビ東京）- 岡田サキ 役
- リーガル・ハイ 第7話（2012年5月29日、フジテレビ） - 徳松康子役
- 土曜ワイド劇場 「大崎郁三の事件散歩」（2012年6月30日、テレビ朝日） - 宮本優子 役
- トッカン -特別国税徴収官- 第10話（2012年9月19日、日本テレビ）- リポーター 役
- シングルマザーズ（2012年10月23日 - 12月11日、NHK総合） - 大平初音 役
- 水曜ミステリー9 北海道警事件ファイル 警部補 五条聖子「過去からの脅迫者」（2012年10月24日、テレビ東京）- 比沙子 役
- 真夜中のパン屋さん 第6話（2013年6月2日、NHK BSプレミアム）
- 生きたい たすけたい（2014年3月11日、NHK）
- 僕のいた時間 第10話（2014年3月12日、フジテレビ）
- HERO 第5話（2014年8月11日、フジテレビ） - 貴島直美 役
- 24時間テレビ ドラマスペシャル はなちゃんのみそ汁（2014年8月30日、日本テレビ）- 産婦人科医 役
- 青山ワンセグ開発「人間観察ミーティングドラマ ただいま会議中」（2014年10月03日、NHK Eテレ）- 星野 役
- ドラフト緊急生特番!お母さんありがとう（2014年10月23日、TBS）- 薮田和樹の母 役
- ひとつ星の恋～天才漫才師 横山やすしと妻～（2014年11月23日・11月30日、NHK BSプレミアム）
- 上流階級 富久丸百貨店外商部（2015年1月16日、フジテレビ） - 吉沢勝子 役
- デート〜恋とはどんなものかしら〜（2015年1月19日 - 3月23日、フジテレビ）- 事務員 役
- 世にも奇妙な物語 25周年スペシャル'15春〜自分を信じた男〜（2015年4月11日、フジテレビ）- 強盗の妻役
- ワイルド・ヒーローズ 第1話（2015年4月19日、日本テレビ）- 主婦 役
- SICKS〜みんながみんな、何かの病気〜 第8話（2015年11月28日、テレビ東京）- 女性客 役
- よろず屋ジョニー 第4話「～ジョニー病院を覗く～」（2015年12月11日、フジテレビTWO）- 清田朋美 役
- ゆとりですがなにか 第4話（2016年5月8日、日本テレビ）
- 土曜ワイド劇場 鉄道捜査官 16（2016年10月8日、テレビ朝日）- たぬき茶屋 従業員 役
- 人形佐七捕物帳（2016年、BSジャパン）
- Chef〜三ツ星の給食〜 第9話（2016年12月8日、フジテレビ）
- anone 第8話（2018年3月7日、日本テレビ）- 女将 役
- シグナル 長期未解決事件捜査班 第4話（2018年5月1日、フジテレビ）
- デイジー・ラック 最終話（2018年6月22日、NHK）- 裕子 役
- 義母と娘のブルース 第3話（2018年7月24日、TBS） - 小川芳江 役
- 探偵が早すぎる 第2話・第3話（2018年7月26日・8月2日、日本テレビ）- 婦長 役
- 警視庁ゼロ係〜生活安全課なんでも相談室〜 THIRD SEASON 第2話（2018年7月27日、テレビ東京） - 佐藤好子 役
- グッド・バイ 第6話（2018年8月19日、テレビ大阪）- 主婦 役
- 絶対零度 Season3 〜未然犯罪潜入捜査〜 第7話（2018年8月20日、フジテレビ）- 主婦 役
- 主婦カツ! 第1話・第2話（2018年10月7日・14日、NHK BSプレミアム）- あやこ先生 役
- ぬけまいる 第6話（2018年12月8日、NHK）
- 回帰 警視庁強行犯係・樋口顕（2018年12月14日、テレビ東京）- 食品輸入会社社員 役
- 新春ドラマスペシャル 三匹のおっさんリターンズ!（2019年1月14日、テレビ東京）- 樋口 役
- THE GOOD WIFE / グッドワイフ（2019年1月13日 - 3月17日、TBS） - 早坂那津美 役
- 後妻業（2019年、関西テレビ）-  声の出演
- チャンネル5.5「ゼブラ」（2019年2月22日 - 3月15日、CBCテレビ・dTV） - 手塚薫 役[6]
- 向かいのバズる家族 第7話（2019年5月16日、讀賣テレビ）
- ベビーシッター・ギン! 最終話（2019年9月1日、NHK BSプレミアム）
- 警視庁・捜査一課長 スペシャル6（2019年10月13日、テレビ朝日） - 安浦志保 役
- 知らなくていいコト 第5話（2020年2月5日、日本テレビ）
- 浦安鉄筋家族（2020年4月11日 - 9月26日、テレビ東京） - 鈴木フグオの母
- 行列の女神〜らーめん才遊記〜（2020年4月20日 - 6月8日、テレビ東京） - 雅代 役
- すぐ死ぬんだから 第1話（2020年8月23日、NHK BSプレミアム）- 聡美 役
- アンサング・シンデレラ 病院薬剤師の処方箋　第10話（2020年9月24日、フジテレビ）
- 月曜プレミア8 横山秀夫サスペンス「モノクロームの反転」（2020年11月9日、テレビ東京） - 南巡査長の妻 役
- 24 JAPAN 第14話（2021年1月15日、テレビ朝日）- 司 春奈 役
- イチケイのカラス 第4話（2021年4月26日、フジテレビ）- 佐野春代 役
- #コールドゲーム（2021年6月6日 - 7月24日、東海テレビ他） - 前田典子 役
- 天才てれびくんhello,「ショウタ編」 第12話（2021年、NHK Eテレ）- 照太の母親・アカリ 役
- 漂着者 第4話・5話（2021年8月20日・27日、テレビ朝日） - 桜庭詠子 役
- 阿佐ヶ谷姉妹の のほほんふたり暮らし 第2回（2021年11月15日、NHK）- 雅子 役
- 婚活探偵 第1話（2022年1月8日、BSテレ東）- 依頼者 役
- 鉄オタ道子、2万キロ 第11話 (2022年3月19日、テレビ東京)
- 夜ドラ「卒業タイムリミット」（2022年4月4日 - 、NHK総合）- 久田教頭 役
- 過保護な若旦那様の甘やかし婚（2024年5月24日 - 6月28日、MBS） - 松田佳代子 役[7]
- おいち不思議がたり第7話（2024年10月13日、NHK BS・NHK BSプレミアム4K） - お蔦 役

### WEBドラマ
- 恋するキッチンカー（2025年2月4日、ホクレン農業協同組合連合会・YouTube） - 佐々木文子 役[8]

### ラジオドラマ / オーディオドラマ
- FMシアター「マー子さん」（2013年11月2日、NHK-FM）- 由美 役
- FMシアター「さくら、ねこ、でんしゃ」（2017年9月30日、NHK-FM）
- 旦那デスチャット（2021年12月27日 - 、AuDee / 2022年1月7日 - 、NUMA）[9]

### バラエティー番組等
- えぇトコ「徳島・鳴門」（2018年4月27日、NHK大阪）
- バラエティー生活笑百科（2018年4月13日、NHK）
- ごごナマ（2018年2月2日、NHK）-  ゲスト出演
- 明日へ−つなげよう−「絵でつなぐあの日と未来〜阪神・淡路大震災25年〜」（2020年1月19日、NHK）-  語り
- ドキュメント72時間（NHK）-  ナレーション
  - 「大阪・西成　24時間夫婦食堂」（2018年6月1日）
  - 「海上保安学校 青春グラフィティー」（2018年9月7日）
  - 「夏の終わり・ぐるっと大阪城公園」（2019年10月25日）
- みちのくモノがたりスペシャル（NHK）
  - 4 ～東北の魅力満載！“宝モノ”発見の旅～（2018年10月8日）
  - 5 ～東北のお宝 大集合！～（2019年3月3日）
  - 7 ～逆境から生まれた宝物～（2019年11月4日）
- ヒルナンデス! （日本テレビ）
  - ～夏祭りで人気の屋台グルメ大特集～（2019年8月22日）
  - ～出張!ご当地スーパー選手権～（2019年10月17日）

### 映画
- 素敵な夜、ボクにください（2007年） ‐ 沢谷聡子 役
- 樹海のふたり（2013年）
- 謝罪の王様（2013年）
- あやしい彼女　（2016年） ‐ 母親 役
- 闇金ドッグス5（2017年）
- ピア〜まちをつなぐもの〜（2019年） - 大熊順子 役
- こんにちは、母さん（2023年）- 番場百惠 役[10]
- ふまじめ通信（2023年） - ナナコ 役[11]
- 逃走（2025年）[12]
- 法廷の死神 第1章（2025年）[13]

### テレビアニメ
- DOUBLE DECKER! ダグ&キリル（2018年、クロエ）
- 天国大魔境（2023年、女性職員）

### 劇場アニメ
- 夜明け告げるルーのうた（2017年、おばさん(2)）
- ペンギン・ハイウェイ（2018年、おばさん）
- ちいさな英雄-カニとタマゴと透明人間-「透明人間」（2018年）
- 機動戦士ガンダムNT（2018年）
- フラ・フラダンス（2021年、「おしゃれサロンなつなぎ」のお客さん）
- 犬王（2022年、友魚の母）

### Webアニメ
- DEVILMAN crybaby（2018年、婆さんB）

### 吹き替え

#### 映画（吹き替え）
- COP CAR/コップ・カー（2016年 Blu-ray＆DVD、ベヴァリー）
- ファンタスティック・ビーストと魔法使いの旅（2017年、AXN）
- パディントン2（2018年）
- オーシャンズ8（2018年、女看守[14]）
- ヴェノム:レット・ゼア・ビー・カーネイジ（2021年[15]）

#### ドラマ
- スイート・ライフ オン・クルーズ PROMO（2014年、コリー）
- ナイトライダー コンプリート ブルーレイBOX（2014年）
- グレイス&フランキー シーズン1＆2（2016年）
- 刑事ヴァランダー シーズン4 ♯1（2016年、WOWOW）
- Major Crimes 〜重大犯罪課 Season5（2017年、FOXチャンネル、ジョーダン・グラフ）
- インスティンクト -異常犯罪捜査- #7（2018年、WOWOW、レブリャー）
- ABC殺人事件（2019年、NHK BSプレミアム）
- カウンターパート/暗躍する分身（2019年、WOWOW）
- THIS IS US season2（2019年、AXN）
- レイブンのウチはチョー大変! ＃23、24（2019年、Dlife、ピットマン）
- Mr.イグレシアス（2019年、ジャッキー）

#### アニメ
- 2分の1の魔法（2020年、年老いた魔法使い[16]）
- モンスターズ・ワーク（2021年、カッター）

#### ゲーム
- 龍が如く0 誓いの場所（2015年）

### 広告
- ボーダフォン
- コニカミノルタ
- ワコール Wacoal collection「Fit for My life」「下着にまつわる物語　Episode1 『メイちゃんとのお風呂』」（Webムービー）（2012年）
- オリックス生命保険 「オリックス生命キュア・サポート-スポーツジム編-」（2013年）
- サントリー「金麦オフ」糖質75%オフ編（2014年）
- Yahoo! JAPAN「いい買い物の日」Tポイント編（2016年）
- スリーエム ジャパン「スコッチガード」（Web CM）（2016年）
- 三井のリハウス「未来の息子篇」（2018年）
- HITACHI パワーブーストサイクロン WEB CM「お化け屋敷」篇 お化け屋敷清掃員・立石清美役（2019年）
- 太子食品工業 生のまま そのまんま!! おいしい生とうふ 一丁寄せ生とうふ（2019年）
- J:COM「この街の役に立てているか。J:COM。」（J:COM LINK 篇）（2020年）
- 小林製薬 きりばい はる「桐灰カイロ　全国の愛用者 篇」（2021年）
- FANCL血圧サポート「取り締り」（2021年）

### 舞台
- ユニット「不消者（けされず）」
  - 第七回公演 「冬の鼠」（2002年、新宿タイニィ・アリス、作/演出：有本貴博）
  - 第八回公演 「ホスピタルビルド」（2003年、劇場MOMO、作/演出：有本貴博）
  - 第九回公演 「帝銀事件の頃」（2003年、下北沢【劇】小劇場、作/演出：有本貴博）
  - 第十回公演 「あした待たるるその雲を」（2004年、下北沢【劇】小劇場、作/演出：有本貴博）
- ワンダーフォーゲル 「あなたが笑うと世界が笑う」（2003年、作/演出：松本たけひろ）
- TOON BULLETS! 「ジップ･アップ!」（2003年、作/演出：浅沼晋太郎）
- 「花束」irregular format（2003年、作/演出：徳永勝仁）
- サニーサイドウォーカー 「シュウマツはネクタイを締めて」（2004年、作/演出：辻野正樹）
- 東京スウィカ
  - 「夕焼けの丘写真」（2004年、作/演出/比佐廉）
  - 「サーカスの唄2005」（2005年、作/演出/比佐廉）
  - 「ひねもすの煙」（2005年、作/演出/比佐廉）
  - 「港入口若津屋食堂」（2008年、作/演出：比佐廉）
- ハイリンド
  - 「初恋」（2005年、作：土田英生　演出：加藤健一）
  - 「牡丹灯籠」（2006年、作：三遊亭円朝　演出：西沢栄治）
  - 「幽霊はここにいる」（2007年、作：安部公房　演出：西沢栄治）
  - 「法王庁の避妊法」（2007年、THEATER/TOPS、作：飯島早苗、演出：春芳）
  - 「森モリ」（2009年、演出：中野成樹）
  - 「泣き虫なまいき石川啄木」（2009年、演出：水下きよし）
  - ハイリンドxサスペンデッズ 「グロリア」（2010年、作/演出：早船聡（サスペンデッズ））
  - vol.11「牡丹燈籠」（2011年、作:三遊亭円朝　演出:西沢栄治）
  - vol.12「ロゼット　～春を待つ草～」第22回下北沢演劇祭参加作品　（2012年、作:早船聡（サスペンデッズ）演出:水下きよし(花組芝居)）
  - Vol.15「きゅうりの花」(2014年、作:土田英生　編集:扇田拓也）
  - vol.17「窓」(2016年、SPACE 梟門）
- 「となり町戦争」（2007年、総合プロデュース：ケンジ中尾、原作：三崎亜紀 演出：中井由梨子）
- ひらり、空中分解。VOL.15「5GB」Five Guys Burger for seat（2008年）
- スターダス・21アトリエ企画
  - ×演劇ユニットOH!LA BANBA「アンドロイドは眠らない」（2008年、作/演出：最所美咲）
  - vol.1「アニータ」（2010年、作/演出：西山聡）
  - vol.2 スターダス・21アトリエ×演劇ユニットOH!LA BANBA 「アンドロイドは眠らない」（2010年、脚本/演出：最所美咲）
- 「パパ、I LOVE YOU！」（2009年、作：レイ・クーニー 演出：加藤健一）
- 二兎社30周年記念公演「シングルマザーズ」全国公演ツアー（2011年、作:永井愛）
- 東日本大震災被災地の舞台芸術家を支援する事業「それゆけ安全マン!?～レントゲン・チェルノブイリ・フクシマ～」フェニックス・プロジェクト（2011年、作:相馬杜宇、清水弥生　演出:永井愛）
- プリエールプロデュース「おしるし」（2011年、赤坂RED/THEATER、作/演出:田村孝裕(ONEOR8)
- 紛争地域から生まれた演劇4　リーディング&レクチャードイツ/イスラエル/パレスチナ　対立の壁を越えて「第三世代」（2012年、構成/台本:ヤエル・ロネン　訳:新野守広　演出:中津留章仁）
- With-つながる演劇・ドイツ編-「つく　きえる」（2013年、新国立劇場小劇場、作:ローランド・メンシルプフェニヒ、翻訳:大塚直　演出:宮田慶子）
- 二兎社公演38「兄帰る」（2013年、東京芸術劇場 シアターウエスト、作/演出:永井愛）
- 劇団劇作家「劇読み! Vol.5 13人いる!」Program D「みすゞかる」（2014年、作:大森匂子、演出:関根信一(劇団フライングステージ)）
- 「三文オペラ」（2014年、新国立劇場中劇場、作:ネルトルト・ブレヒト　演出:宮田慶子）
- オーストラ・マコンドー「家族」（2015年、吉祥寺シアター、作・ 演出：倉本朋幸）
- ONEOR8 B面公演「ゼブラ」（2015年、SPACE雑遊、作:田村孝裕 演出:伊藤俊輔）
- 四谷怪談（2015年、俳優座劇場　演出:西沢栄治）
- 戯曲のデパート10周年 劇読み！vol.6「本人不在殺人事件」「ミュージカル・ゲド」(2016年、SPACE雑遊)
- 「ゆっくり回る菊池」（2016年、僕だちが大好きだった川村紗也 第2回公演、作・演出:青木秀樹）
- 「私はだれでしょう」（2017年 こまつ座 作:井上ひさし 演出:栗山民也）
- 「君が人生の時」（2017年、新国立劇場、作：ウィリアム・サローヤン　演出：宮田慶子）
- 「さよならチャーリー」（2018年、三越劇場、作：ジョージ・アクセルロッド　演出：岡本さとる）
- ミュージカル「ハル」（2019年、作：高橋亜子　演出：栗山民也）
- 「北齋漫畫」（2019年6月9日-7月7日、東京グローブ座、作：矢代静一　演出：宮田慶子） - お百　役
- iaku「あつい胸さわぎ」（2019年、作・演出：横山拓也）
- 二兎社「私たちは何も知らない」（2019年、作・演出：永井愛）
- 日本劇団協議会主催「僕の庭のLady」（2021年、レッドシアター、作：アラン・ベネット　演出：河田園子）
- パルコ・プロデュース「目頭を押さえた」（2021年、東京芸術劇場シアターイースト/サンケイホールフリーゼ/名古屋市芸術創造センター、作：横山拓也　演出：寺十吾）
- 「紙屋悦子の青春」（2021年、可児市文化創造センターala/吉祥寺シアター、作：松田正隆　演出：藤井 ごう）
- ロマンティックコメディ「さよなら、チャーリー」（2024年、あうるすぽっと、作：ジョージ・アクセルロッド　演出：岡本さとる） - フラニィ・サルツマン 役[17][18]
- セツアンの善人（英語版）（2024年、世田谷パブリックシアター/兵庫県立芸術文化センター 阪急中ホール、作：ベルトルト・ブレヒト、演出：白井晃）[19]
- 劇団アレン座 第11回本公演「1925→2025」（2025年、吉祥寺シアター、作・演出：鈴木茉美）[20]
- ゾノノキカク「Crash」（2025年、シアター711、作・演出：福名理穂）[21]
- パルコ・プロデュース 2025「エドモン〜『シラノ・ド・ベルジュラック』を書いた男〜」（2025年、PARCO劇場 他、演出：マキノノゾミ）[22]